# Sasaki Nobutsuna

Sasaki Nobutsuna. Foi um Kugyō (nobre) do final do período Heian e início do período Kamakura da história do Japão. Foi também um Bushō (Comandante Militar). Foi o quarto filho de Sasaki Hideyoshi .
Por seu pai apoiar Minamoto no Yoshitomo na Rebelião Heiji foi exilado com seus irmãos pelos Taira. Durante vinte anos, Hideyoshi e seus filhos, incluindo Sadatsuma, ficaram sob os cuidados de Shibuya Shigekuni na província oriental de Sagami. Durante este período, eles cresceram perto de Minamoto no Yoritomo em Izu, posteriormente, tornaram-se seus fiéis seguidores. Na esteira da vitória de Minamoto na Guerra Genpei (1180-1185), Sadatsuna e seus irmãos foram nomeados Shugo em várias províncias da região .
Em 1221 quando estourou a Guerra Jōkyū houve uma divisão no interior do Clã, de um lado Takashige (Shugo de Awa) e seu primo Hirotsuma (líder do clã e Shugo de Ōmi, Iwami e Nagato); ficaram do lado do Imperador Go-Toba, do outro Nobutsuna (irmão mais novo de Hirotsuna) e outros membros da família se mantiveram fiel a Hōjō Yoshitoki e ao Shogunato Kamakura  . Com a vitória do Bakufu, linhagem de Hirotsuna terminou com sua morte, enquanto Nobutsuna conquistou vários cargos importantes (Jito-Shiki) em vários Shoen incluindo o posto Shugo de Ōmi .
A morte de Nobutsuna em 1242 levou a uma disputa sobre sua herança. Seu primeiro filho, Shigetsuna e o terceiro filho (a quem Nobutsuna tornou seu herdeiro), Yasutsuna. Assim que Yasutsuna herdou o posto Shugo e todas as terras associadas, Shigetsuna foi se queixar ao Bakufu que como filho mais velho, deveria receber as participações adquiridas por seu pai além do título se Shugo. Após a audiência desta disputa, o Shogunato prontamente expropriou os latifúndios extras, argumentando que eles foram adquiridos ilegalmente e acabou oferecendo a Yasutsuna uma residência em Quioto que era chamada Rokkaku a partir de então Yasutsuna assume o nome e forma o Clã Rokkaku .
| Precedido por Sasaki Hirotsuna | -- 8º Líder do Clã Sasaki 1221 - 1242    | Sucedido por Sasaki Yasutsuna |
| Precedido por Sasaki Hirotsuna | 3º Shugo da Província de Ōmi 1221 - 1233 | Sucedido por Sasaki Yasutsuna |